# Roger Sessions

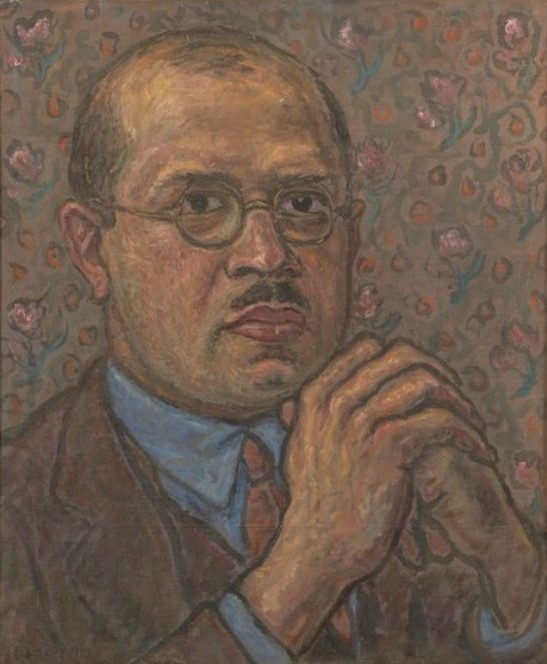
Roger Sessions

Roger Huntington Sessions (Brooklyn, 28 december 1896 – Princeton, 16 maart 1985) was een Amerikaans componist, recensent en muziekleraar.

## Levensloop
Sessions studeerde vanaf zijn veertiende muziek aan de Harvard-universiteit. Tegelijkertijd schreef hij daar ook over muziek in de Harvard Musical Review, een universiteitsblad. Al op zijn achttiende studeerde hij daaraf en ging verder studeren bij Horatio Parker en Ernest Bloch aan de Yale-universiteit en later in Cleveland (Ohio).. Daarna begon hij zelf les te geven aan Smith College in Northampton (Massachusetts) (1917-1921). Van 1921 tot 1925 was hij het hoofd van de afdeling van het Cleveland Instituut voor Muziek. Daarna vertrok hij voor een periode voor acht jaar naar Italië en Duitsland, maar in 1933 pakte hij de draad weer op en gaf les aan de Princeton-universiteit, verhuisde naar Berkeley (Californië); gaf daar les aan de  Universiteit van Californië - Berkeley (1946-1954). Ten slotte keerde hij terug naar Princeton tot zijn pensioen in 1965; hij gaf daarnaast af en toe les aan de befaamde Juilliard School tot 1983. Hij heeft een hele rits componisten opleiding gegeven; sommigen zijn vooral in de V.S. bekend, anderen zijn internationaal doorgebroken: Milton Babbitt, Larry Thomas Bell, Peter Maxwell Davies, David Del Tredici, John Harbison, Robert Helps, Walter Hekster, Andrew Imbrie, Claire Polin, William Schimmel, George Tsontakis, Ellen Taaffe Zwilich, John Veale, and Peter Westergaard.
Als componist is hij onderscheiden met de Pulitzerprijs voor Muziek en de Prix de Rome.

## Componist
Zijn composities zijn in drie perioden in te delen:
1. tot ongeveer 1930 was zijn stijl Neoclassicisme, dus vrij melodieus;
2. van 1930 tot 1951 is zijn muziek harmonieus, maar erg complex; nog wel tonaal, maar tot het uiterste opgerekt;
3. vanaf 1951 wijdt hij zich grotendeels aan seriële muziek.

Uiteraard zijn de overgangen naar een andere stijl geleidelijk gegaan, maar men kan dit wel aanhouden.

## Oeuvre (selectie)
- Symfonie nr. 1 (1927)
- The Black Maskers Orchestral Suite (1928)
- Pianosonate nr. 1 (1930)
- Vioolconcert (1935)
- Strijkkwartet Nr. 1 (1936)
- Duo for Violin and Piano (1942)
- From my Diary (Pages from a Diary) (1940)
- Pianosonata nr. 2 (1946)
- Symfonie nr. 2 (1946)
- The Trial of Lucullus (1947), een opera in een akte
- Strijkkwartet nr. 2 (1951)
- Sonate voor solo viool (1953)
- Idyll of Theocritus (1954)
- Pianoconcert (1956)
- Symfonie nr. 3 (1957)
- Symfonie nr. 4 (1958)
- Strijkkwintet (1958)
- Divertimento voor orkest (1959)
- Montezuma (1963), Een opera in drie akten
- Symfonie nr. 5 (1964)
- Pianosonata nr. 3 (1965)
- Symfonie nr. 6 (1966)
- Zes stukken voor cello (1966)
- Symfonie nr. 7 (1967)
- Symfonie nr. 8 (1968)
- Rhapsodie voor orkest (1970)
- Concert voor viool, cello en orkest (1971)
- When Lilacs Last in the Dooryard Bloom’d (1971)
- Concertino voor kamerorkest (1972)
- Vijf stukken voor piano (1975)
- Symfonie Nr. 9 (October 1978)
- Duo voor viool en cello (1981), niet voltooid.

## Boeken
Tussendoor vond hij ook nog tijd om te schrijven:
- Harmonic Practice. New York: Harcourt, Brace. 1951. LCCN 	51008476.
- Reflections on the Music Life in the United States. New York: Merlin Press. 1956. LCCN 56012976.
- The Musical Experience of Composer, Performer, Listener. Princeton, New Jersey: Princeton University Press. 1950, heruitgegeven 1958.
- Questions About Music. Cambridge: Harvard University Press. 1970, heruitgegeven New York: Norton, 1971.

Daarnaast zijn er vooral in de V.S. een aantal artikelen over hem gepubliceerd.